# Nehms
Nehms er en by og en kommune i det nordlige Tyskland, beliggende i Amt Trave-Land under Kreis Segeberg. Kreis Segeberg ligger i den sydøstlige del af delstaten Slesvig-Holsten.

## Geografi
Nehms ligger omkring 13 km nordøst for Bad Segeberg i landskabet Holsteinische Schweiz. Ud over Nehms ligger Freudenberg, Gröhnwohld, Ihlkamp og Muggesfelderheide i kommunen. Mod syd går Bundesstraße B 432 fra Bad Segeberg mod Scharbeutz, mod vest B 404/Bundesautobahn 21 fra Kiel mod Bad Oldesloe.
Søerne Muggesfelder See, Nehmser See og Blunker See ligger i kommunen.